# 南蛮のみちI
- 街道をゆく > 南蛮のみちI

『南蛮のみちI』（なんばんのみちI）は、司馬遼太郎の紀行文集『街道をゆく』の第22巻。
本書は1984年3月に朝日新聞社より刊行され、1988年10月に朝日文庫化された。フランシスコ・ザビエルの故郷バスクを中心に司馬が旅をする。バスクがフランスとスペインの境にある事に司馬が深く関心を持ったエピソードがある。
また、本書は1984年に日本文学大賞学芸部門を受賞した。選考委員だった安部公房は本書における司馬の歴史観と考察力を高く評価した。